# ユングリング家のサガ
『ユングリング家のサガ』（ユングリングけのサガ）は、1225年頃、スノッリ・ストゥルルソンによって古ノルド語で書かれた古代北欧王家の物語『ヘイムスクリングラ』の最初の部分を成すサガである。執筆にあたっては、『ノルウェー史』に収録される以前の9世紀のスカルド詩人 フヴィンのシヨドルヴが作者だと考えられている『ユングリンガ・タル』に拠っている。古代北欧の神々がスカンジナビアに出現したこと、フレイがガムラ・ウプサラにおいてスウェーデン王家ユングリング家の祖となった経緯を語っている。その子孫がノルウェーに住み、のちのハーラル1世 (ノルウェー王)の祖先になったともいわれる悪名高い統治者インギャルドまで、スウェーデン王家の血統を語っていく。

## 日本語訳
スノッリ・ストゥルルソン『ヘイムスクリングラ - 北欧王朝史』
谷口幸男訳、プレスポート・北欧文化通信社、2008年、ISBN 978-4-938409-02-9。
全訳（33-125頁）を収録。
ヴィルヘルム・グレンベック『北欧神話と伝説』
山室静訳、新潮社、1971年、ISBN 978-4-10-502501-4。
再話「イングリング家の王たち」（230-236頁）を収録。